# بروك كير
بروك كير (بالإنجليزية: Brook Kerr)‏ هي ممثلة أمريكية، ولدت في 21 نوفمبر 1973 في إنديانابوليس في الولايات المتحدة.

## أعمال

### مسلسلات
- باشينز

## وصلات خارجية
- بروك كير على موقع IMDb (الإنجليزية)
- بروك كير على موقع قاعدة بيانات الفيلم (الإنجليزية)